# Margaret Harshaw
Margaret Harshaw (Narberth, 12 maggio 1909 – Liberetyville, 7 novembre 1997) è stata un mezzosoprano e soprano statunitense.

## Biografia
Nel 1932 entrò al Curtis Institute of Music di Filadelfia, città dove debuttò nel 1934 come Azucena ne Il trovatore, iniziando a esibirsi in vari teatri minori degli Stati Uniti, ma continuando a studiare e perfezionarsi, in particolare anche presso la prestigiosa Juilliard School di New York.
Nel 1942 vinse il celebre concorso "Metropolitan's Opera Auditions of the air", che le aprì le porte del massimo teatro americano, dove debuttò nello stesso anno ne Il crepuscolo degli dei, dando inizio a una lunga collaborazione che proseguì per ventidue stagioni consecutive per un totale di 376 recite. Al Met apparve prevalentemente in opere wagneriane (Tristano e Isotta, L'oro del Reno, Sigfrido, Lohengrin, La valchiria, L'olandese volante ed altre) e verdiane (Il trovatore, Aida, Un ballo in maschera, Falstaff).
Fu presente anche in altri importanti teatri statunitensi, in particolare alla San Francisco Opera, ed europei, come l'Opera di Parigi, la Royal Opera House di Londra, il Glyndebourne Festival Opera.
A partire dal 1951 iniziò a esibirsi anche nel registro di soprano, che divenne nella seconda parte della carriera la sua unica corda, prevalentemente in ruoli wagneriani (Senta, Siglinde, Brunilde, Isotta, Kundry) e mozartiani (Contessa, Donna Anna), oltre a Ortrud, con il quale concluse al Met la lunga carriera nel 1964.
Svolse in seguito l'attività d'insegnante alla Università dell'Indiana che si protrasse fino al 1993.

## Discografia

### Incisioni in studio
- Cavalleria rusticana, con Richard Tucker, Frank Guarrera, dir. Fausto Cleva - 1953 Columbia/Philips

### Registrazioni dal vivo
- La Gioconda (La cieca), con Zinka Milanov, Richard Tucker, Leonard Warren, Risë Stevens, Giacomo Vaghi, dir. Emil Cooper - Met 1946 ed. Myto/Bensar
- Lohengrin (Ortrud), con Lauritz Melchior, Helen Traubel, Astrid Varnay, Herbert Janssen, dir. Fritz Busch Met 1947 ed. Cetra/Walhall
- Il trovatore, con Jussi Björling, Leonard Warren, Stella Roman, Giacomo Vaghi, dir. Emil Cooper - Met 1947 ed. Myto/WHR
- Un ballo in maschera, con Jan Peerce, Daniza Ilitsch, Leonard Warren, dir. Giuseppe Antonicelli - Met 1947 ed. Walhall/Gala
- Aida (selez.), con Ljuba Welitsch, Frederick Jagel, Frank Guarrera, Jerome Hines, dir. Emil Cooper - Met 1949 ed. Myto
- Aida, con Ljuba Welitsch, Ramón Vinay, Robert Merrill, Jerome Hines, dir. Emil Cooper - met 1950 ed. Opera Lovers/Walhall
- Don Giovanni (Donna Anna), con George London, Fernando Corena, Eleanor Steber, Eugene Conley, Nadine Conner, dir. Max Rudolf - 1954 ed. Walhall
- Don Giovanni (Donna Anna), con Cesare Siepi, Fernando Corena, Lucine Amara, Cesare Valletti, Roberta Peters, dir. Max Rudolf - Met 1955 ed. Bensar